# 1995-ös Australian Open
Az 1995-ös Australian Open az év első Grand Slam-tornája, az Australian Open 83. kiadása volt. január 16. és január 29. között rendezték meg Melbourne-ben. A férfiaknál az amerikai Andre Agassi, nőknél a francia Mary Pierce nyert.

## Döntők

### Férfi egyes
Andre Agassi -  Pete Sampras, 4-6, 6-1, 7-6, 6-4

### Női egyes
Mary Pierce -  Arantxa Sánchez Vicario, 6-3, 6-2

### Férfi páros
Jared Palmer /  Richey Reneberg -  Mark Knowles /  Daniel Nestor, 6-3, 3-6, 6-3, 6-2

### Női páros
Jana Novotná /  Arantxa Sánchez Vicario -  Gigi Fernández /  Natalia Zvereva, 6-3, 6-7 [3], 6-4

### Vegyes páros
Rick Leach /  Natallja Zverava -  Cyril Suk /  Gigi Fernández, 7-6 [4], 6-7 [3], 6-4

## Juniorok

### Fiú egyéni
Nicolas Kiefer –  Lee Jong-min 6–4, 6–4

### Lány egyéni
Siobhan Drake-Brockman –  Annabel Ellwood 6–3, 4–6, 7–5

### Fiú páros
Luke Bourgeois /  Lee Jong-min –  Nicolas Kiefer /  Ulrich Jasper Seetzen 6–2, 6–1

### Lány páros
Corina Morariu /  Ludmila Varmužová –  Saori Obata /  Nami Urabe 6–1, 6–2